# Ауезхан, Сырым Асылханулы
Сырым Асылханулы Ауезхан (каз. Сырым Асылханұлы Әуезхан; род. 4 июля 1994; Аулиеколь, Костанайская область) — казахстанский общественный деятель, поэт айтыса.

## Биография
Сырым Асылханулы Ауезхан родился 4 июля 1994 года в селе Аулиеколь Аулиекольского района Костанайской области. Мать Сырыма — филолог, учитель казахского языка и литературы.
В 2006 году был ведущим программы на радио «Қазақ радиосы».
С 2007 по 2011 годы работал экскурсоводом в этно-мемориальном комплексе «Атамекен».
В 2011 году вел экскурсию Елбасы Республики Казахстан Нурсултану Абишевичу Назарбаева в этно-мемориальном комплексе «Атамекен».
С 2010 года, уже в школьные годы, начал выходить на сцену казахского народного искусства айтыс.
В 2015 году окончил филологический факультет Евразийского гуманитарного института по специальности «преподаватель казахского языка и литературы».
С 2010 года работает на телеканале «Asyl arna».
В 2018 году был награждён государственной премией «Дарын».
Активно ведет страницу в Instagram — на Ауезхана подписано 111 тысяча подписчиков.
Часто выступает в телевизонных проектах и дает интервью в разные интернет сайты

## Достижения в айтысе
- 2011 — обладатель первого приза республиканского айтыса «Трем биям казахского народа»[4]
- 2014 — обладатель главного приза айтыса в городе Талдыкоргане[5][6]
- 2015 — обладатель первого приза айтыса посвященного празднику Наурыз

## Награды и звания
- 2018 — Государственная молодёжная премия Правительства Республики Казахстан «Дарын».